# Мирное (Пулинский район)
Мирное (укр. Мирне) (с 1906 по 1937 — Фриденсталь) — село на Украине, основано в 1937 году, находится в Пулинском районе Житомирской области.
Код КОАТУУ — 1825481502. Население по переписи 2001 года составляет 68 человек. Почтовый индекс — 12000. Телефонный код — 4131. Занимает площадь 0,613 км².

## Адрес местного совета
12010, Житомирская область, Пулинский р-н, с. Зелёная Поляна, ул. Кутузова, 11